# Bill Halter

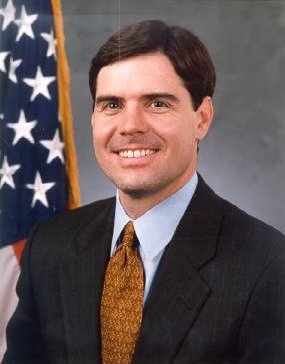
Bill Halter

William A. „Bill“ Halter  (* 30. November 1960 in North Little Rock, Arkansas) ist ein US-amerikanischer Politiker. Zwischen 2007 und 2011 war er Vizegouverneur des Bundesstaates Arkansas.

## Werdegang
Bill Halter besuchte die Little Rock Catholic High School und studierte danach an der Stanford University in Kalifornien. Daran schloss sich bis 1986 ein Studium an der University of Oxford in England an. Nach seiner Rückkehr in die Vereinigten Staaten arbeitete er als Unternehmensberater für die Firma McKinsey & Company. Politisch wurde er Mitglied der Demokratischen Partei. Er wurde wirtschaftspolitischer Berater des United States Congress Joint Economic Committee und des Finanzausschusses des US-Senats. Im Jahr 1993 wurde er von Präsident Bill Clinton zum Berater des Office of Management and Budget ernannt. Zwischen 1999 und 2001 war er stellvertretender Leiter der Social Security Administration. Dort förderte er die Nutzung neuer Computertechnologien und des Internets. Nach 2001 arbeitete er zunächst in der privaten Wirtschaft.
Im Jahr 2006 wurde Halter an der Seite von Mike Beebe zum Vizegouverneur von Arkansas gewählt. Dieses Amt bekleidete er zwischen 2006 und 2011. Dabei war er Stellvertreter des Gouverneurs und Vorsitzender des Staatssenats. Vor seiner Wahl zum Vizegouverneur erwog er ebenfalls für das Jahr 2006 eine Kandidatur für das Amt des Gouverneurs. Diese Bewerbung zog er aber frühzeitig zurück. Im Jahr 2010 strebte er die Nominierung für die Wahl zum US-Senat an, verlor aber in der Primary knapp gegen Blanche Lincoln, die ihrerseits dann dem Republikaner John Boozman unterlag.
Anfang 2013 erklärte Bill Halter seine Kandidatur für die Gouverneurswahlen des Jahres 2014 in Arkansas. Im Juli desselben Jahres zog er aber seine Bewerbung wieder zurück.